# Iotacisme
Cette page contient des caractères spéciaux ou non latins. S’ils s’affichent mal (▯, ?, etc.), consultez la page d’aide Unicode.
L'iotacisme (en grec ancien ἰωτακισμός / iôtakismós) est une modification phonétique  consistant en la transformation d'un phonème[réf. nécessaire] (le plus souvent une voyelle) en [i][réf. nécessaire].

## L'iotacisme du grec ancien
Entre le Ve et le IIIe siècle av. J.-C., le système vocalique du grec ancien s'est considérablement modifié. Alors que la langue classique comprenait de nombreuses voyelles et diphtongues, leurs timbres ont eu tendance à se fermer de plus en plus, de sorte qu'ils ont tous atteint celui du [i], que le grec moderne a conservé.
| Graphie | Prononciation avant iotacisme | Prononciation après iotacisme |
| ------- | ----------------------------- | ----------------------------- |
| η       | [ɛː]                          | [i]                           |
| υ       | [y]                           | [i]                           |
| ει      | [eː]                          | [i]                           |
| ηι      | [ɛːj]                         | [i]                           |
| οι      | [oi]                          | [i]                           |
| υι      | [yː]                          | [i]                           |

## L'iotacisme de l'ukrainien
L'ukrainien semble avoir subi un iotacisme : un і est apparu à la place d'anciens о, е (qui réapparaissent dans les cas obliques) et ѣ.

## L'iotacisme comme interférence de prononciation
D'un locuteur qui confond plusieurs phonèmes, à l'avantage de [i], on dira que sa diction est atteinte de iotacisme. C'est, par exemple, le cas de locuteurs d'une langue étrangère dans laquelle le phonème [y] de lune est absent, phonème qu'ils réalisent souvent [i] ([i] et [y], en effet, sont très proches et ne diffèrent en français que par l'arrondissement, [y] étant tout de même moins antérieur). Un mot comme tissu sera alors prononcé [tisi]. L'iotacisme constitue une des évolutions phonétiques qui ont lieu entre le français et ses différents créoles.

## Le procédé stylistique
D'autre part, une allitération en [i] pourra aussi être nommée iotacisme. Ce peut être là un effet stylistique voulu, une tautophonie particulière à rapprocher du mytacisme et du lambdacisme.
Dans son roman Quel petit vélo à guidon chromé au fond de la cour ?, Georges Perec use de iotacismes burlesques : « Point que, d'ailleurs, on précise assez peu, attentifs que nous sommes à acquimiler les pitits mystères autour de notre modeste récit. »